# Nakbé
Nakbé, del maya que significa “sobre el camino” o “por el camino”; es una ciudad construida hace más de 1,400 años, pertenece a la categoría que agrupa los "megasitios arqueológicos" por su gran tamaño. Fue descubierta durante un sobrevuelo del área en el año de 1930. Está conectada con el gran sitio arqueológico de El Mirador por medio de una calzada de 12.5 kilómetros de largo. Es un sitio arqueológico maya, del Período preclásico temprano, que se encuentra en la Cuenca del Mirador, en el municipio de San José en el departamento del Petén, en Guatemala. Nakbé es uno de los sitios arqueológicos mayas más antiguos del mundo. Las excavaciones en Nakbé sugieren que la ocupación del sitio comenzó durante el período Formativo Temprano (1400 a. C.) y continuó siendo un sitio grande hasta su colapso durante el período Formativo Terminal (100-200 d. C.). Nakbé es el lugar donde nace la artesanía de cerámica tipo Códice y tiene la estructura para el juego de pelota más antiguo de Mesoamérica.

## Breve descripción

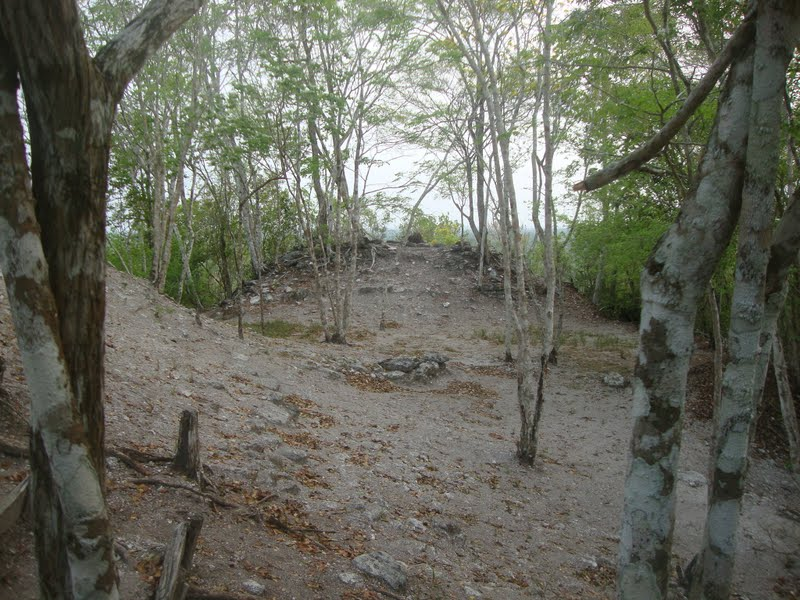
Sobre la gran pirámide de Nakbé

Está localizada en el centro de la Cuenca de El Mirador y a trece kilómetros al sureste de la ciudad de El Mirador.  Ambas ciudades fueron reportadas luego de que un avión sobrevolara el área a baja altura en la década de 1930.  Es una de las ciudades mayas más antiguas que se conocen, pues data alrededor del 1000 a. C. y fue investigada por primera vez en 1962 cuando Ian Graham la localizó y realizó un mapa de una parte del sitio. Graham la llamó Nakbé, que significa «Por el camino», un nombre que le queda muy bien ya que una gran Calzada o Sacbé, se puede observar en el bajo que se extiende entre El Mirador y Nakbé.
Las excavaciones se iniciaron en 1989 y han estado a cargo del arqueólogo estadounidense Richard D. Hansen de la Universidad Estatal de Idaho en conjunto con científicos guatemaltecos.
Las estructuras más antiguas del sitio son unas plataformas residenciales del 1000 a. C. El campo de pelota entre otras estructuras es del año 800 a. C.; uno de los más antiguos científicamente fechado de Mesoamérica. Las Pirámides Triádicas, adornadas con mascarones de estuco flanqueando escalinatas y tres templetes en su cúspide, típicas del Preclásico son de las mayores después de las de El Mirador. Nakbé está distribuido en un eje este-oeste y está compuesto de dos grandes grupos arquitectónicos. La «Estela 1», localizada en el Grupo Oriental ha sido fechada estilísticamente para el 400 a. C. Hubo una reocupación alrededor del 550 d. C., de una parte del sitio, y es la única fuente conocida de la fina Cerámica tipo Códice del Clásico tardío ca. 700 d. C., Se han encontrado complejos sistemas de irrigación en la parte sur del asentamiento. Existen también numerosas canteras de extracción de piedra caliza utilizada en las construcciones y monumentos de Nakbé desde épocas muy tempranas.